# نسوو
نسوو (به آلمانی: Nesow) یک منطقهٔ مسکونی در آلمان است که در رنا واقع شده‌است. نسوو ۲۳۹ نفر جمعیت دارد.